# Tiệc độc thân

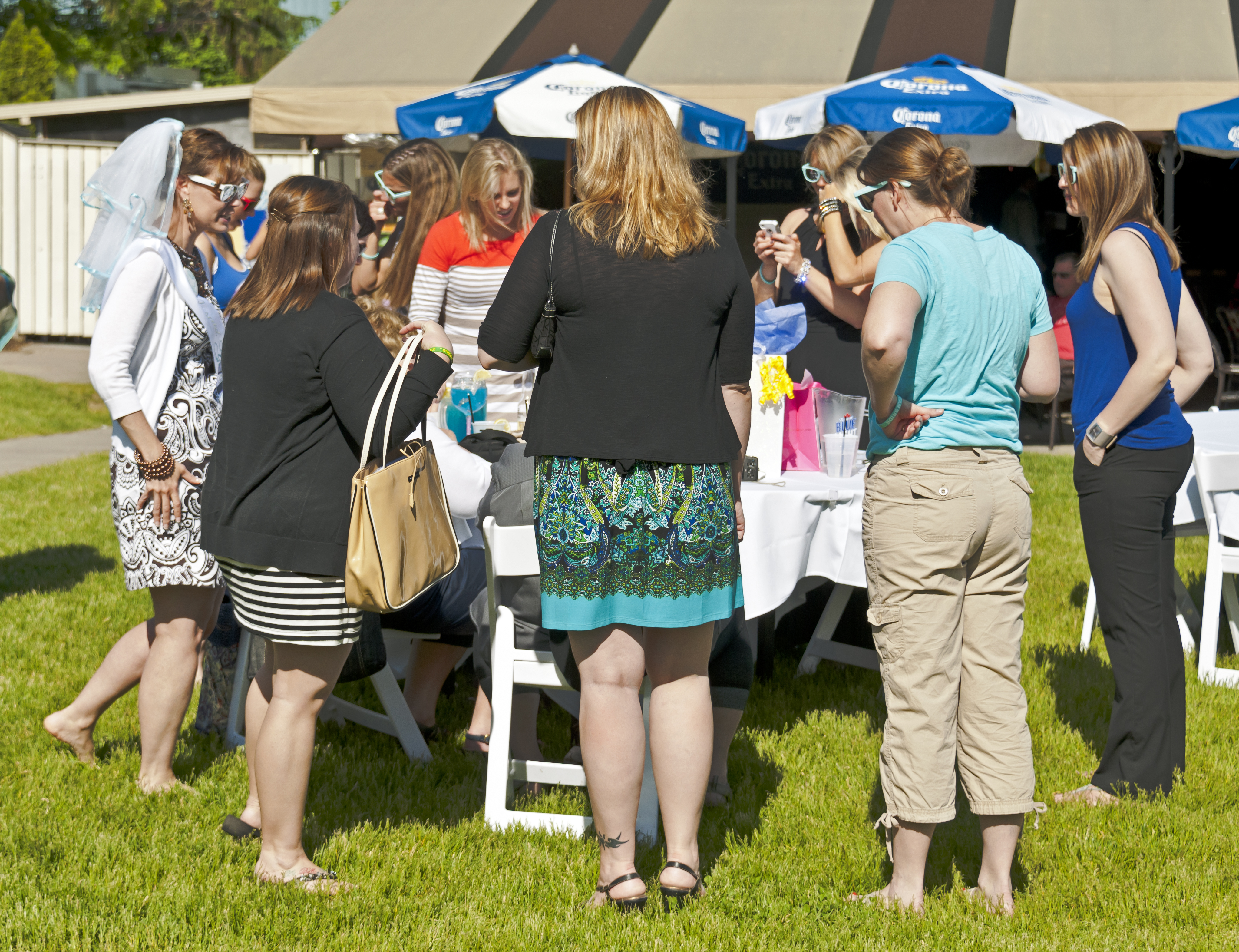
Một nhóm phụ nữ đang dùng tiệc độc thân

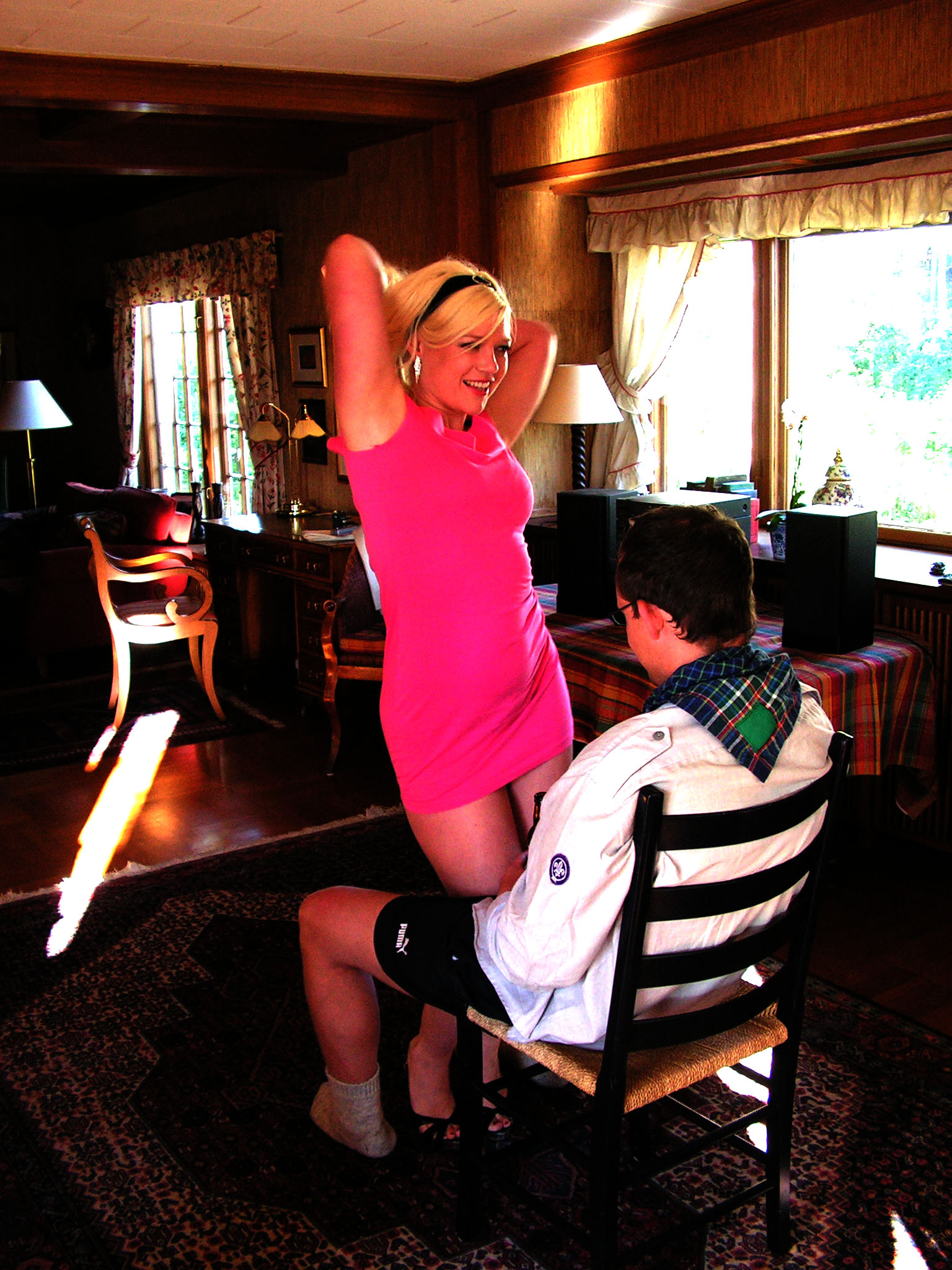
Một vũ công đang biểu diễn mua vui trong bữa tiệc độc thân của nam giới, đây là một sự thử thách cho lòng chung thủy, tình cảm với vợ của chú rể và những gì xảy ra trong bữa tiệc này thường được giữ kín và chỉ có bạn bè biết và tự đánh giá

Bữa tiệc chia tay thời độc thân hay còn gọi là tiệc độc thân là bữa tiệc được tổ chức vào đêm trước đám cưới của cô dâu và chú rể, theo đó, cô dâu, chú rể sẽ mời những bạn bè thân thiết nhất, cùng làm những việc không thể làm sau khi cưới. Thông thường các đôi uyên ương sẽ quy ước ngầm với nhau là không xuất hiện tại tiệc độc thân của vợ, chồng tương lai vì đây là thời gian hoàn toàn dành cho bạn bè. Bữa tiệc độc thân chính là dịp xả hơi, thư giãn hiếm có của cả cô dâu chú rể trước khi bước vào cuộc sống vợ chồng. Sau buổi tiệc này, cô dâu và chú rễ về cơ bản sẽ chấm dứt hoặc hạn chế tối đa những chuỗi ngày chơi bời, vui vẻ để chú tâm vào việc xây dựng, vun đắp gia đình của mình. Ngày nay, ngoài việc tổ chức lễ cưới các cô dâu chú rể còn có xu hướng tự ăn mừng để chia tay quãng đời độc thân của mình.

## Tổng quan
Ở các nước phương Tây, trước ngày cưới diễn ra, cô dâu chú rể có truyền thống tự tổ chức một bữa tiệc riêng để chia tay quãng đời độc thân của mình. Bữa tiệc chia tay cuộc sống độc thân là dịp để cô dâu, chú rể nghỉ ngơi, xả hơi bên bạn bè thân thiết trước khi bước vào hôn nhân. Về tên gọi, tiệc độc thân hay còn có khá nhiều tên gọi ở những quốc gia khác nhau. Ở Phương Tây, tiệc độc thân hay còn gọi là bachelor party (bữa tiệc dành cho phái nam) và bachelorette party (bữa tiệc dành cho phái nữ) chủ yếu được thanh niên ở Mỹ là dùng thuật ngữ này. Còn ở Anh, Hoa Kỳ, Canada, Úc và Ireland, tiệc độc thân được biết đến với những tên gọi như stag party, stag night, stag do dùng để ám chỉ tiệc cho những chú nai tơ. Ban đầu tiệc độc thân chỉ phổ biến cho nam giới, phải một thời gian dài về sau này mới được phổ biến rộng cho cả nữ giới. Tiệc độc thân dành cho nữ giới được bắt đầu vào khoảng những năm 1960, nhưng cho tới năm 1980 mới được phổ biến. Và cuốn sách đầu tiên dành cho việc tổ chức một bữa tiệc độc thân nữ giới không được xuất bản cho tới năm 1998. Ý nghĩa văn hóa của nó chủ yếu gắn liền với khái niệm về bình đẳng giới.

## Các hoạt động

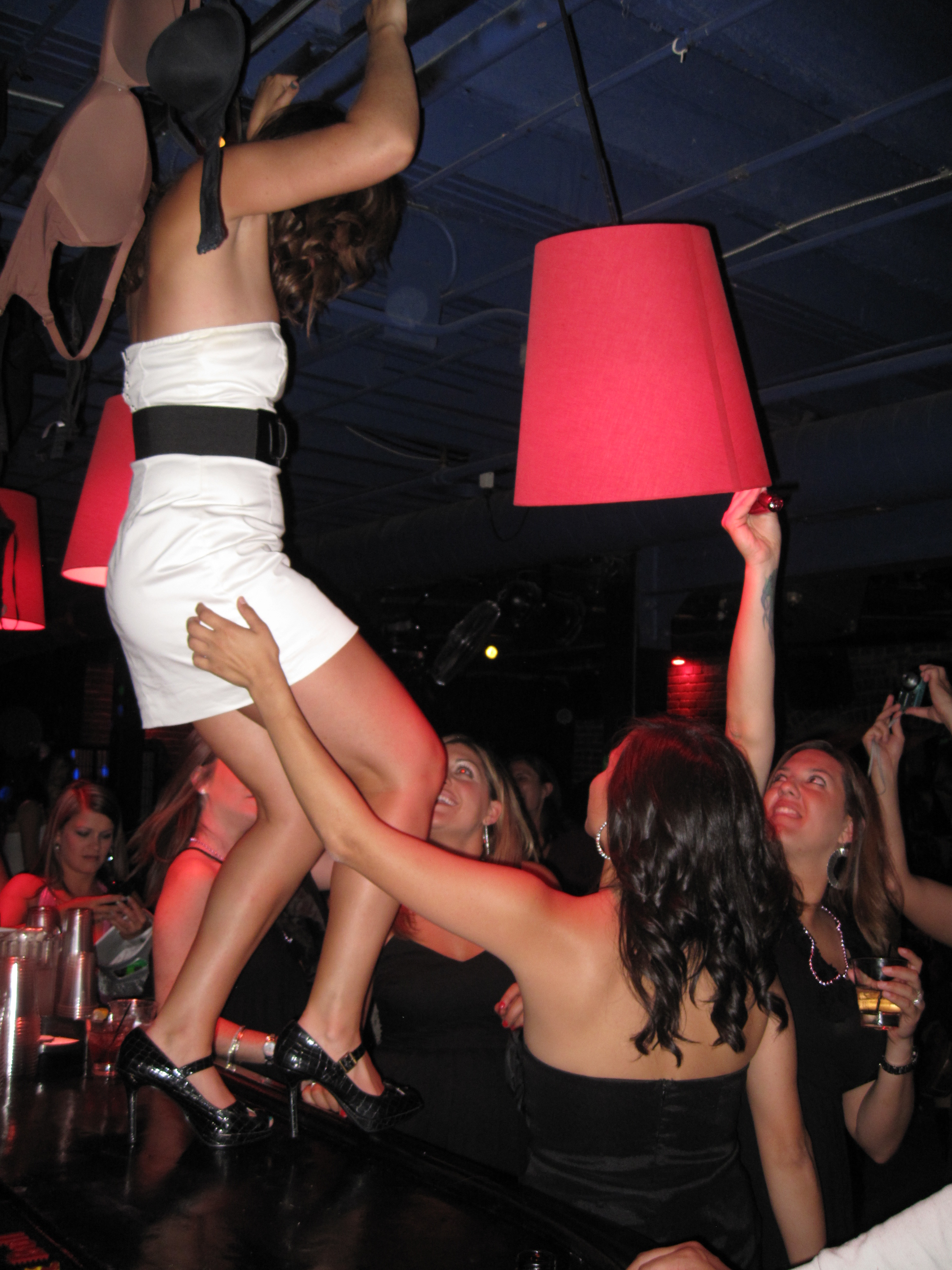
Một người phụ nữ Mỹ đang thác loạn tại một quán bar tại Mỹ, vui chơi hết mình trước khi bước vào cuộc sống gia đình

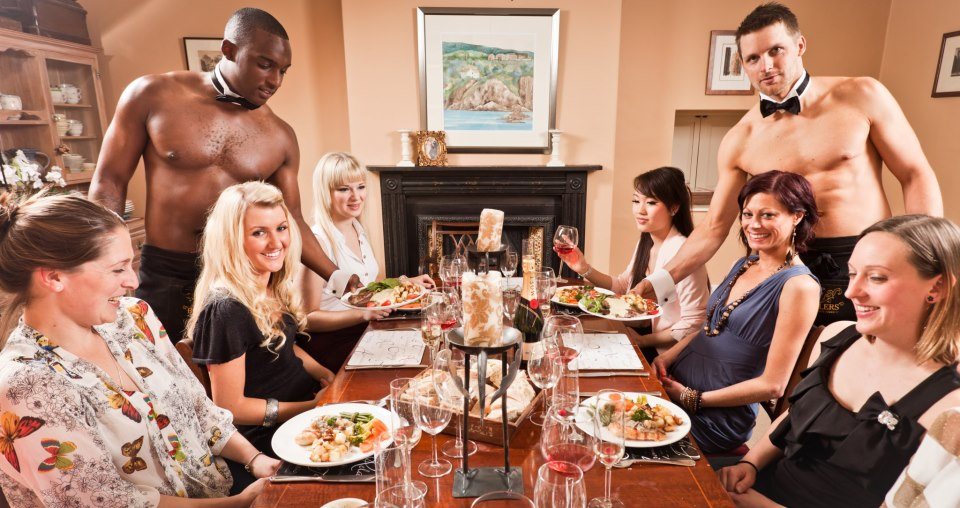
Những phụ nữ trong tiệc độc thân

Chú rể và những người bạn nam giới sẽ tiệc tùng, chuốc rượu cho nhau hoặc vào quán bar vui chơi. Theo truyền thống tại Mỹ, bạn bè của chú rể sẽ nghĩ ra vài trò để thử thách sự trách nhiệm của chú rể đối với cuộc sống hôn nhân, gia đình. Tất cả những việc này sẽ được những người đàn ông cam kết giữ bí mật với nhau. Các tiệc độc thân thông thường đều được giữ kín. Rất khó để biết các cô dâu và chú rể còn thể sáng tạo ra những gì cho một bữa tiệc độc thân ngoài những người được góp mặt. Trước đây ở Mỹ, tiệc độc thân được ám chỉ như một đêm ăn chơi trác táng và đa phần chúng đều bị đẩy đi xa hơn giới hạn. Một số tiệc độc thân thông thường là uống rượu và đánh bạc hay một số chú rể họ sẽ tới một vũ trường hoặc tự thuê một vũ công thoát y. Theo truyền thống điều này sẽ kèm theo một bài thi và vài trò chơi khăm chú rể đang say mèm để kiểm tra xem mức độ trách nhiệm của chú rể đối với đời sống hôn nhân tương lai. Người đứng ra tổ chức tiệc độc thân sẽ là một thành viên trụ cột trong nhóm bạn hoặc đồng nghiệp.
Cũng tại Mỹ, tồn tại như một luật ngầm của các chàng trai trẻ nước Mỹ, trước khi kết hôn, một buổi tiệc độc thân hoành tráng đến trác táng của riêng chú rể mời những người bạn của mình. Người tham dự phải quên ngay tất cả những gì diễn ra tại cuộc vui chơi ngay sau khi bữa tiệc kết thúc, họ phải phải nhau trải qua một buổi tiệc độc thân nhớ đời, theo đúng cách của các chàng trai Mỹ vẫn làm. Đối với tiệc độc thân của các cô gái, cô dâu và những cô bạn thân sẽ cũng làm những việc táo bạo, đôi chút phóng khoáng hoặc có thể chỉ chuyện trò, tư vấn và ôn lại những kỷ niệm bên nhau. Tiệc độc thân của các cô gái thường là một đêm chuốc rượu say mèm. Đó có thể là tại nhà, một quán bar hay là một nhà hàng nào đó. Các cô gái khi đó sẽ nói chuyện và tư vấn cho nhau.

## Hình thức tổ chức

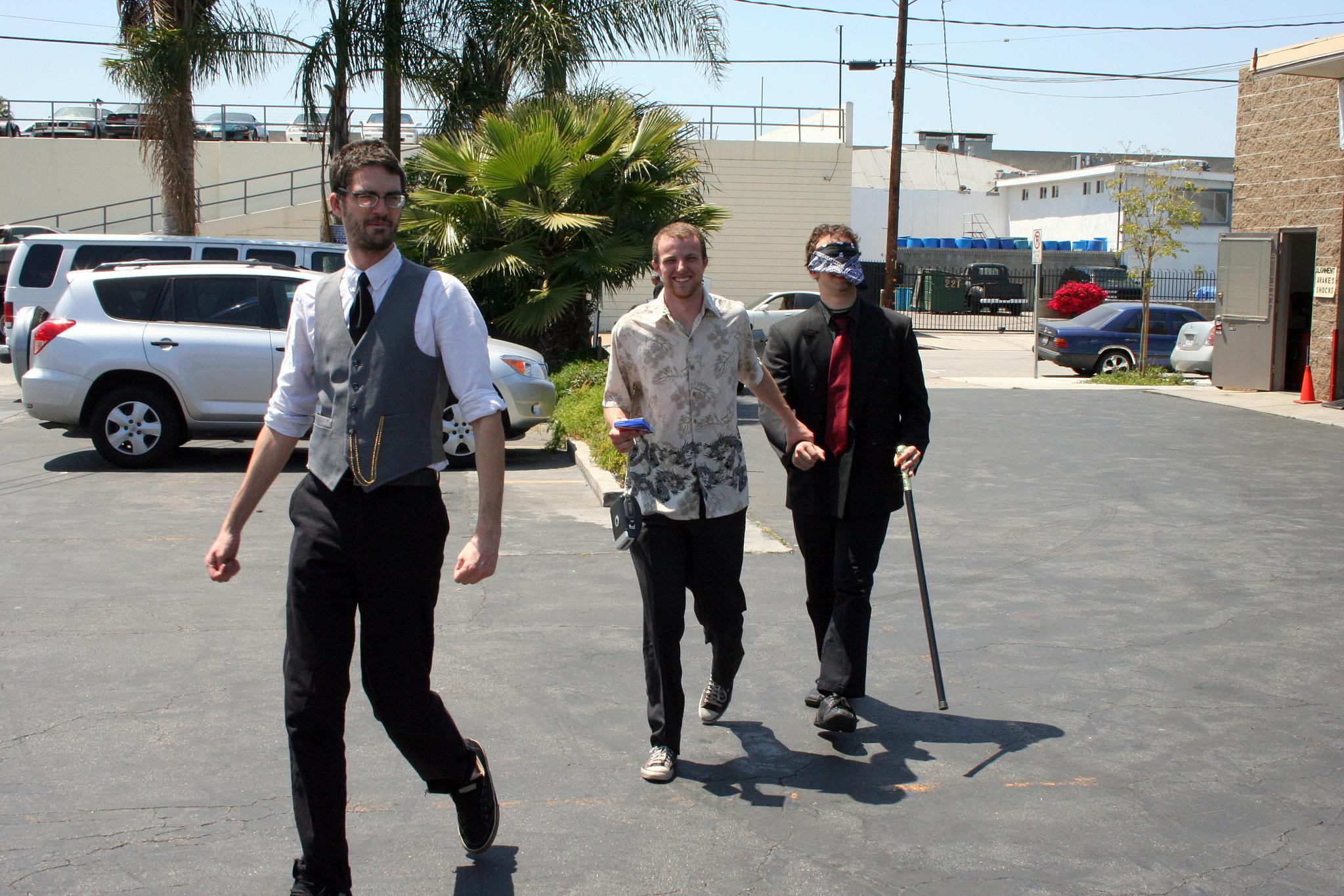
Một người độc thân được dẫn đến bữa tiệc

Một số quan niệm coi tiệc độc thân là gắn liền với những trò ăn chơi, quậy phá trác táng nhưng các cô dâu chú rể hiện đại vẫn có nhiều cách tổ chức tiệc độc thân một cách lành mạnh. Các đôi uyên ương có thể chỉ dừng lại ở bữa tiệc nhỏ, cùng chia sẻ cảm xúc, suy nghĩ trước khi bước vào cuộc sống vợ chồng. Thậm chí, cô dâu chú rể cũng có thể tổ chức chung tiệc độc thân, mời những người bạn thân thiết và có vài trò chơi vui vẻ để chào đón ngày trọng đại sắp tới. Một số hình thức phổ biến như:
- Buổi tiệc tại nhà: Các chàng trai có thể chơi điện tử hay tham gia vào những trò chơi tập thể thuở thiếu thời, còn các cô gái có thể cùng xem phim, cùng nhau nấu nướng, tâm sự, để tất cả đều cảm thấy thoải mái và coi như dịp nghỉ ngơi đáng nhớ.
- Tiệc chung tại nhà hàng: Nhiều cặp chọn cách đặt chỗ ở một nhà hàng, quán cà phê và mời bạn bè đến dự. Mọi người có thể cùng tham dự một số trò chơi đơn giản, hay viết cảm xúc về cô dâu chú rể hoặc đơn giản là chuyện trò, chúc mừng cô dâu chú rể.
- Đi du lịch, phù hợp với những nhóm bạn thân quy mô nhỏ. Cô dâu chú rể lên kế hoạch đi đến một vùng đất mới nào đó, có thể là chuyến đi một ngày hoặc dài ngày, tùy theo điều kiện của mọi người.
- Kết hợp tiệc độc thân với các sự kiện khác như có thể biến buổi sinh nhật hay lễ mừng nhà mới thành tiệc độc thân....
- Cũng cần lưu ý rằng những bữa tiệc như thế này có thể biến dạng, méo mó để trở thành những bữa tiệc thác loạn với rượu, chất kích thích, nhạc nhảy và tình dục tập thể (kể cả ở bữa tiệc của nam và nữ).[2]